# گل‌سوسکان
گل‌سوسکان (به لاتین: Mordellidae) خانواده‌ای از قاب‌بالان هستند که معمولاً به دلیل حرکات نامنظم معمولی که هنگام فرار از شکارگران انجام می‌دهند یا به دلیل نوک شکمی که به آنها در انجام این حرکات غلتان کمک می‌کند، به عنوان سوسک‌های گل غلتان شناخته می‌شوند. در سراسر جهان، حدود ۱۵۰۰ گونه وجود دارد.

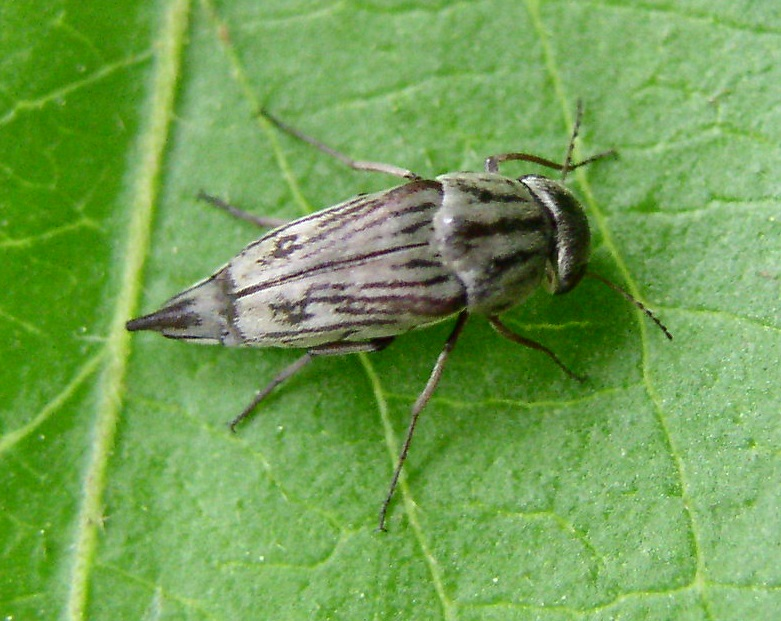
Tomoxia lineella بالغ (Mordellinae: Mordellini)